# Sylvette Fillacier
Sylvette Fillacier, de son vrai nom Honorine Marie Fillacier, née le 9 mars 1889 à Mascara (Algérie) et morte le 20 septembre 1960 dans le 18e arrondissement de Paris, est une actrice française.

## Biographie
Elle débuta au cinéma en 1910 et tourna sous la direction des grands réalisateurs de l'époque tels Louis Feuillade et Henri Fescourt, puis continua sa carrière dans le cinéma parlant, apparaissant dans quelques films des années 1930, jusqu'à L'Affaire Lafarge de Pierre Chenal.
Elle est l'épouse de Pierre Lazareff de 1933 à 1939. C'est aussi une amie proche du poète Max Jacob, dont certaines lettres à l'actrice, entre 1914 et 1938, sont publiées dans EUROPE (numéro Max Jacob, avril-mai 1958, pp. 80-96).
Elle est inhumée au Cimetière de Montmartre (16e division) à Paris.

## Filmographie
- 1910 : L'Évadé des Tuileries (ou Une Journée de la Révolution) d'Albert Capellani
- 1910 : Le Voile du bonheur d'Albert Capellani
- 1912 : Le Mort vivant de Louis Feuillade
- 1912 : L'Amazone masquée d'Henri Fescourt
- 1912 : Le Noël de Francesca de Louis Feuillade
- 1912 : L'Oubliette de Louis Feuillade
- 1912 : Un vol a été commis d'Henri Fescourt
- 1913 : Marions-nous ! (anonyme)
- 1913 : La Mariquita d'Henri Fescourt
- 1914 : La Fille du caissier de René Le Somptier
- 1914 : Les Masques de René Le Somptier
- 1917 : Déserteuse ! de Louis Feuillade
- 1917 : Du rire aux larmes de Gaston Ravel
- 1923 : La Rue du pavé d'amour d'André Hugon : Angèle
- 1924 : Paris de René Hervil
- 1931 : Le Chant du marin de Carmine Gallone
- 1931 : Faubourg Montmartre de Raymond Bernard
- 1931 : Ma cousine de Varsovie de Carmine Gallone
- 1932 : Le Chien jaune de Jean Tarride
- 1932 : Hôtel des étudiants de Victor Tourjansky
- 1933 : La Maternelle de Jean Benoît-Lévy et Marie Epstein
- 1934 : Itto de Jean Benoît-Lévy et Marie Epstein
- 1935 : Divine de Max Ophüls
- 1937 : L'Affaire Lafarge de Pierre Chenal